# Dolichoderus bispinosus
Dolichoderus bispinosus é uma espécie de formiga do gênero Dolichoderus.